# دانشگاه فضایی بین‌المللی
دانشگاه فضایی بین‌المللی دانشگاه ویژه‌ای برای کشف، پژوهش، و توسعه اکتشاف فضایی با آرمان صلح‌جویانه است. تلاش برای رسیدن به این آرمان با برنامه‌های آموزشی و پژوهشی بین‌المللی و چند رشته‌ای انجام می‌شود. دانشگاه فضایی بین‌المللی یک دانشگاه ناسودبر بین رشته‌ای است که در سال ۱۹۸۷ (میلادی) بنیان‌گذاری شد. این دانشگاه در رشته مطالعات فضایی، مدرک کارشناسی ارشد علوم می‌دهد. همچنین برنامه مطالعات فضایی پیشرو نیز در این دانشگاه پیش می‌رود که یک برنامه توسعه حرفه‌ای است و از ۱۹۸۸ (میلادی) هر سال در تابستان در نقاط گوناگون جهان برگزار می‌شود.
کمپ مرکزی دانشگاه فضایی بین‌المللی و ستادهای جهانی آن در ایلکیرش-گرافن‌شتادن نزدیک استراسبورگ فرانسه هستند. بر پایه فلسفه "۳-Is"، دانشگاه فضایی بین‌المللی یک محیط بین‌المللی، بین رشته‌ای، و چند فرهنگی را برای آموزش و پرورش حرفه‌ای فضای بیرونی و دانشجویان تحصیلات تکمیلی فراهم می‌کند. در سپتامبر ۲۰۱۸ بیش از ۴۶۰۰ فارغ‌التحصیل از بیش از ۱۰۵ کشور جهان وجود داشتند. در نوامبر ۲۰۱۷ دانشگاه فضایی بین‌المللی در استراسبورگ همایشی را برگزار کرد که به پیدایش انجمن دهکده ماه انجامید.
اعضای دانشکده دانشگاه فضایی بین‌المللی شامل فضانوردان، رهبران آژانس‌های فضایی، مهندسان فضایی، دانشمندان فضایی، مدیران، کارشناسان حقوق فضایی و سیاست‌گذاری فضایی می‌شوند که یک گروه از کارشناسان بین‌المللی فنی و غیر فنی در زمینه علوم فضایی را پدید می‌آورند.